# サンチョ3世 (カスティーリャ王)
サンチョ3世（スペイン語：Sancho III, 1134年 - 1158年8月31日）は、カスティーリャ王国の国王（在位：1157年 - 1158年）。「The Desired（el Deseado）」と呼ばれる。「ヒスパニア皇帝」を自称したカスティーリャ＝レオン王アルフォンソ7世と王妃ベレンゲラ・デ・バルセロナの長男。レオン王フェルナンド2世の兄。

## 生涯
1157年に父王アルフォンソ7世は死去するが、その遺言により王国を弟フェルナンドと分割した。サンチョはサンチョ3世としてカスティーリャ王に、フェルナンドはフェルナンド2世としてレオン王にそれぞれ即位した。しかしサンチョ3世は即位後1年も経たない1158年8月31日に急死し、王妃ブランカ（ナバラ王ガルシア6世の王女）との間に生まれていた一人息子アルフォンソがアルフォンソ8世として王位を嗣ぐこととなった。